# تپه درکین گلبلاغ پائین
تپه درکین گلبلاغ پائین مربوط به هزاره دوم و اول قبل از میلاد - دوران‌های تاریخی پس از اسلام است و در شهرستان بیجار، بین روستای گلبلاغ وندری و شریف‌آباد واقع شده و این اثر در تاریخ ۲۴ فروردین ۱۳۸۲ با شمارهٔ ثبت ۸۰۵۰ به‌عنوان یکی از آثار ملی ایران به ثبت رسیده است.